# Samenstelling Belgische Senaat 1961-1965
De lijst van leden van de Belgische Senaat van 1961 tot 1965. De Senaat telde toen 176 zetels. Op 26 maart 1961 werden 106 senatoren rechtstreeks verkozen. Het nationale kiesstelsel was in die periode gebaseerd op algemeen enkelvoudig stemrecht voor alle Belgen van 21 jaar en ouder, volgens een systeem van evenredige vertegenwoordiging op basis van de Methode-D'Hondt, gecombineerd met een districtenstelsel. Daarnaast waren er ook 46 provinciale senatoren, aangeduid door de provincieraden en 23 gecoöpteerde senatoren. Tevens was er een senator van rechtswege. 
De legislatuur liep van 18 april 1961 tot 8 april 1965. Tijdens deze legislatuur was de regering-Lefèvre in functie. Deze steunde op een meerderheid van christendemocraten (CVP-PSC) en socialisten (BSP-PSB). De oppositie bestond dus uit de Liberale Partij/PVV-PLP , Volksunie en KPB-PCB.

## Samenstelling
| Begin legislatuur (1961) | Begin legislatuur (1961) | Begin legislatuur (1961) | Begin legislatuur (1961) | Begin legislatuur (1961) | Begin legislatuur (1961) | Einde legislatuur (1965) | Einde legislatuur (1965) | Einde legislatuur (1965) |
| Fractie                  | Fractie                  | Rechtstr.                | Prov.                    | Gec.                     | Totaal                   | Fractie                  | Fractie                  | Zetels                   |
| ------------------------ | ------------------------ | ------------------------ | ------------------------ | ------------------------ | ------------------------ | ------------------------ | ------------------------ | ------------------------ |
|                          | CVP-PSC                  | 48                       | 24                       | 11                       | 83                       |                          | CVP-PSC                  | 83                       |
|                          | BSP-PSB                  | 44                       | 18                       | 10                       | 72                       |                          | BSP-PSB                  | 72                       |
|                          | Liberale Partij          | 11                       | 4                        | 2                        | 17                       |                          | PVV-PLP                  | 17                       |
|                          | Volksunie                | 2                        | 0                        | 0                        | 2                        |                          | Volksunie                | 2                        |
|                          | KPB-PCB                  | 1                        | 0                        | 0                        | 1                        |                          | KPB-PCB                  | 1                        |

## Lijst van de senatoren
| Senator                       | Partij    | Aanduiding                   | Kieskring                                   | Provincie       | Opmerkingen |
| ----------------------------- | --------- | ---------------------------- | ------------------------------------------- | --------------- | --- |
| Albert Lilar                  | LP        | Rechtstreeks gekozen senator | Antwerpen                                   | -               | |
| Jozef Jespers                 | CVP-PSC   | Rechtstreeks gekozen senator | Antwerpen                                   | -               | Secretaris en tot 21 februari 1963 voorzitter van de commissie Nationale Opvoeding en Cultuur en van 21 februari 1963 tot 14 november 1964 voorzitter van de commissie Nationale Opvoeding.  |
| Aloïs Sledsens                | CVP-PSC   | Rechtstreeks gekozen senator | Antwerpen                                   | -               | |
| Carlos De Baeck               | CVP-PSC   | Rechtstreeks gekozen senator | Antwerpen                                   | -               | |
| Eugeen Donse                  | CVP-PSC   | Rechtstreeks gekozen senator | Antwerpen                                   | -               | Vervangt vanaf 9 februari 1965 de overleden Fernand Pairon. |
| Victor De Bruyne              | BSP-PSB   | Rechtstreeks gekozen senator | Antwerpen                                   | -               | |
| Roger Dekeyzer                | BSP-PSB   | Rechtstreeks gekozen senator | Antwerpen                                   | -               | |
| Hubert Wyn                    | BSP-PSB   | Rechtstreeks gekozen senator | Antwerpen                                   | -               | |
| Frans Block                   | BSP-PSB   | Rechtstreeks gekozen senator | Antwerpen                                   | -               | |
| Robert Roosens                | Volksunie | Rechtstreeks gekozen senator | Antwerpen                                   | -               | Voorzitter van de Volksunie-fractie. |
| Jozef Van In                  | CVP-PSC   | Rechtstreeks gekozen senator | Mechelen-Turnhout                           | -               | |
| August De Boodt               | CVP-PSC   | Rechtstreeks gekozen senator | Mechelen-Turnhout                           | -               | Voorzitter van de commissie Landsverdediging. |
| Edmond Leysen                 | CVP-PSC   | Rechtstreeks gekozen senator | Mechelen-Turnhout                           | -               | |
| Alfons Buts                   | CVP-PSC   | Rechtstreeks gekozen senator | Mechelen-Turnhout                           | -               | |
| Frans Houben                  | BSP-PSB   | Rechtstreeks gekozen senator | Mechelen-Turnhout                           | -               | |
| Jan Roelants                  | BSP-PSB   | Rechtstreeks gekozen senator | Mechelen-Turnhout                           | -               | |
| Norbert Hougardy              | LP        | Rechtstreeks gekozen senator | Brussel                                     | -               | |
| Joseph De Grauw               | LP        | Rechtstreeks gekozen senator | Brussel                                     | -               | Voorzitter van de commissie Volksgezondheid en Gezin. |
| Charles Moureaux              | LP        | Rechtstreeks gekozen senator | Brussel                                     | -               | |
| Victor Nieuwborg              | CVP-PSC   | Rechtstreeks gekozen senator | Brussel                                     | -               | Vervangt vanaf 12 november 1964 de overleden Maurits Van Hemelrijck. Van Hemelrijck was van 25 april 1961 tot aan zijn dood op 9 oktober 1964 voorzitter van de CVP-PSC-fractie.             |
| Paul Struye                   | CVP-PSC   | Rechtstreeks gekozen senator | Brussel                                     | -               | Parlementsvoorzitter en voorzitter van de commissie Buitenlandse Zaken. |
| Emiel De Winter               | CVP-PSC   | Rechtstreeks gekozen senator | Brussel                                     | -               | |
| Karel Van Cauwelaert de Wyels | CVP-PSC   | Rechtstreeks gekozen senator | Brussel                                     | -               | |
| Armand Versé                  | CVP-PSC   | Rechtstreeks gekozen senator | Brussel                                     | -               | |
| Jean Neybergh                 | CVP-PSC   | Rechtstreeks gekozen senator | Brussel                                     | -               | |
| Edmond Machtens               | BSP-PSB   | Rechtstreeks gekozen senator | Brussel                                     | -               | Quaestor. |
| Piet Vermeylen                | BSP-PSB   | Rechtstreeks gekozen senator | Brussel                                     | -               | |
| Joseph Wiard                  | BSP-PSB   | Rechtstreeks gekozen senator | Brussel                                     | -               | Voorzitter van de commissie Middenstand. |
| Jacques Franck                | BSP-PSB   | Rechtstreeks gekozen senator | Brussel                                     | -               | |
| Georges Papy                  | BSP-PSB   | Rechtstreeks gekozen senator | Brussel                                     | -               | Vervangt vanaf 14 mei 1963 de overleden Jeanne Vandervelde-Beeckman. |
| Isidoor Trappeniers           | BSP-PSB   | Rechtstreeks gekozen senator | Brussel                                     | -               | |
| Gustavus Devuyst              | BSP-PSB   | Rechtstreeks gekozen senator | Brussel                                     | -               | |
| Omer Vanaudenhove             | LP        | Rechtstreeks gekozen senator | Leuven                                      | -               | |
| Hendrik Delport               | CVP-PSC   | Rechtstreeks gekozen senator | Leuven                                      | -               | Tot 10 november 1964 voorzitter van de commissie Verkeerswezen en PTT. |
| Frans Van der Borght          | CVP-PSC   | Rechtstreeks gekozen senator | Leuven                                      | -               | |
| Leopold Decoux                | BSP-PSB   | Rechtstreeks gekozen senator | Leuven                                      | -               | |
| René Delor                    | BSP-PSB   | Rechtstreeks gekozen senator | Nijvel                                      | -               | |
| Félix Georges Camby           | BSP-PSB   | Rechtstreeks gekozen senator | Nijvel                                      | -               | Vervangt vanaf 18 april 1961 Félix Romain, die beslist om niet te zetelen. |
| Albert Bogaert                | CVP-PSC   | Rechtstreeks gekozen senator | Brugge                                      | -               | |
| Walter Simoens                | CVP-PSC   | Rechtstreeks gekozen senator | Brugge                                      | -               | |
| Marcel Sobry                  | CVP-PSC   | Rechtstreeks gekozen senator | Veurne-Diksmuide-Oostende                   | -               | |
| John Lauwereins               | BSP-PSB   | Rechtstreeks gekozen senator | Veurne-Diksmuide-Oostende                   | -               | |
| Robert De Man                 | CVP-PSC   | Rechtstreeks gekozen senator | Roeselare-Tielt                             | -               | Quaestor. |
| Robert Gheysen                | CVP-PSC   | Rechtstreeks gekozen senator | Roeselare-Tielt                             | -               | |
| Camille Seynhaeve             | BSP-PSB   | Rechtstreeks gekozen senator | Roeselare-Tielt                             | -               | Vervangt vanaf 21 mei 1964 Jules Vermandele, die uit de nationale politiek stapt. |
| Robert Gillon                 | LP        | Rechtstreeks gekozen senator | Kortrijk-Ieper                              | -               | Voorzitter van de LP/PVV-PLP-fractie. |
| Albert De Clerck              | CVP-PSC   | Rechtstreeks gekozen senator | Kortrijk-Ieper                              | -               | |
| Jeroom Stubbe                 | CVP-PSC   | Rechtstreeks gekozen senator | Kortrijk-Ieper                              | -               | Vanaf 10 november 1964 voorzitter van de commissie Verkeerswezen en PTT. |
| Arthur Saelens                | BSP-PSB   | Rechtstreeks gekozen senator | Kortrijk-Ieper                              | -               | |
| Armand De Rore                | BSP-PSB   | Rechtstreeks gekozen senator | Kortrijk-Ieper                              | -               | |
| Laurent Merchiers             | LP        | Rechtstreeks gekozen senator | Gent-Eeklo                                  | -               | |
| Emile Claeys                  | CVP-PSC   | Rechtstreeks gekozen senator | Gent-Eeklo                                  | -               | |
| Aimé Foncke                   | CVP-PSC   | Rechtstreeks gekozen senator | Gent-Eeklo                                  | -               | Vervangt vanaf 14 mei 1963 de overleden Honoré Verhaest. |
| Oktaaf Scheire                | CVP-PSC   | Rechtstreeks gekozen senator | Gent-Eeklo                                  | -               | |
| André Dua                     | CVP-PSC   | Rechtstreeks gekozen senator | Gent-Eeklo                                  | -               | |
| Gaston Crommen                | BSP-PSB   | Rechtstreeks gekozen senator | Gent-Eeklo                                  | -               | Ondervoorzitter. |
| Armand Verspeeten             | BSP-PSB   | Rechtstreeks gekozen senator | Gent-Eeklo                                  | -               | |
| Eugène Van Cauteren           | LP        | Rechtstreeks gekozen senator | Dendermonde-Sint-Niklaas                    | -               | |
| Liban Van Laeys               | CVP-PSC   | Rechtstreeks gekozen senator | Dendermonde-Sint-Niklaas                    | -               | |
| Albert Smet                   | CVP-PSC   | Rechtstreeks gekozen senator | Dendermonde-Sint-Niklaas                    | -               | |
| Alfons Goossens               | BSP-PSB   | Rechtstreeks gekozen senator | Dendermonde-Sint-Niklaas                    | -               | Secretaris. |
| Edmond Coppens                | CVP-PSC   | Rechtstreeks gekozen senator | Oudenaarde-Aalst                            | -               | |
| Maurice Santens               | CVP-PSC   | Rechtstreeks gekozen senator | Oudenaarde-Aalst                            | -               | |
| Dieudonné Vander Bruggen      | BSP-PSB   | Rechtstreeks gekozen senator | Oudenaarde-Aalst                            | -               | Secretaris. |
| Renaat Diependaele            | Volksunie | Rechtstreeks gekozen senator | Oudenaarde-Aalst                            | -               | |
| Joseph Oblin                  | CVP-PSC   | Rechtstreeks gekozen senator | Bergen-Zinnik                               | -               | Quaestor. |
| Hyacinthe Harmegnies          | BSP-PSB   | Rechtstreeks gekozen senator | Bergen-Zinnik                               | -               | Quaestor en voorzitter van de commissie Binnenlandse Zaken en Openbaar Ambt. |
| Fernand Delmotte              | BSP-PSB   | Rechtstreeks gekozen senator | Bergen-Zinnik                               | -               | Vervangt vanaf 27 november 1962 de overleden Fernand Vinet. Vinet zelf verving van 22 februari tot 26 november 1962 de overleden Eugène Debaise.                                             |
| Alfred Bonjean                | BSP-PSB   | Rechtstreeks gekozen senator | Bergen-Zinnik                               | -               | |
| Evance Jennard                | BSP-PSB   | Rechtstreeks gekozen senator | Bergen-Zinnik                               | -               | |
| René Noël                     | KPB-PCB   | Rechtstreeks gekozen senator | Bergen-Zinnik                               | -               | |
| Pierre Descamps               | LP        | Rechtstreeks gekozen senator | Doornik-Aat                                 | -               | |
| Gisèle Wibaut                 | CVP-PSC   | Rechtstreeks gekozen senator | Doornik-Aat                                 | -               | |
| Simon Flamme                  | BSP-PSB   | Rechtstreeks gekozen senator | Doornik-Aat                                 | -               | Vervangt vanaf 18 december 1962 de overleden Albert Moulin. Daarvoor was Flamme tot 17 december 1962 provinciaal senator. Albert Moulin was secretaris tot aan zijn dood op 5 december 1962. |
| René George                   | LP        | Rechtstreeks gekozen senator | Charleroi-Thuin                             | -               | |
| Jean Duvieusart               | CVP-PSC   | Rechtstreeks gekozen senator | Charleroi-Thuin                             | -               | |
| Charles Gendebien             | CVP-PSC   | Rechtstreeks gekozen senator | Charleroi-Thuin                             | -               | |
| Marceau Remson                | BSP-PSB   | Rechtstreeks gekozen senator | Charleroi-Thuin                             | -               | |
| André Van Cauwenberghe        | BSP-PSB   | Rechtstreeks gekozen senator | Charleroi-Thuin                             | -               | |
| Charles Deliège               | BSP-PSB   | Rechtstreeks gekozen senator | Charleroi-Thuin                             | -               | |
| Gaston Hercot                 | BSP-PSB   | Rechtstreeks gekozen senator | Charleroi-Thuin                             | -               | |
| Henri Maisse                  | LP        | Rechtstreeks gekozen senator | Luik                                        | -               | |
| Henri Moreau de Melen         | CVP-PSC   | Rechtstreeks gekozen senator | Luik                                        | -               | Ondervoorzitter. |
| Alfred Henckaerts             | CVP-PSC   | Rechtstreeks gekozen senator | Luik                                        | -               | |
| Léon-Eli Troclet              | BSP-PSB   | Rechtstreeks gekozen senator | Luik                                        | -               | Voorzitter van de commissie Tewerkstelling, Arbeid en Sociale Voorzorg. |
| Jean Allard                   | BSP-PSB   | Rechtstreeks gekozen senator | Luik                                        | -               | |
| Hubert Rassart                | BSP-PSB   | Rechtstreeks gekozen senator | Luik                                        | -               | |
| Maurice Delbouille            | BSP-PSB   | Rechtstreeks gekozen senator | Luik                                        | -               | |
| Georges Housiaux              | BSP-PSB   | Rechtstreeks gekozen senator | Hoei-Borgworm                               | -               | |
| Maurice Delmotte              | BSP-PSB   | Rechtstreeks gekozen senator | Hoei-Borgworm                               | -               | |
| Arnold Godin                  | CVP-PSC   | Rechtstreeks gekozen senator | Verviers                                    | -               | |
| Albert Baltus                 | CVP-PSC   | Rechtstreeks gekozen senator | Verviers                                    | -               | |
| Hubert Vandermeulen           | BSP-PSB   | Rechtstreeks gekozen senator | Verviers                                    | -               | |
| Andries Mondelaers            | CVP-PSC   | Rechtstreeks gekozen senator | Hasselt-Tongeren-Maaseik                    | -               | |
| Abdon Demarneffe              | CVP-PSC   | Rechtstreeks gekozen senator | Hasselt-Tongeren-Maaseik                    | -               | Secretaris. |
| Cesar Heylen                  | CVP-PSC   | Rechtstreeks gekozen senator | Hasselt-Tongeren-Maaseik                    | -               | |
| Erard de Schaetzen            | CVP-PSC   | Rechtstreeks gekozen senator | Hasselt-Tongeren-Maaseik                    | -               | |
| Guillaume Rutten              | BSP-PSB   | Rechtstreeks gekozen senator | Hasselt-Tongeren-Maaseik                    | -               | Vervangt vanaf 21 november 1961 de overleden Julien Maes. |
| Pierre Nothomb                | CVP-PSC   | Rechtstreeks gekozen senator | Aarlen-Marche-Bastenaken-Neufchâteau-Virton | -               | |
| Pierre Renquin                | CVP-PSC   | Rechtstreeks gekozen senator | Aarlen-Marche-Bastenaken-Neufchâteau-Virton | -               | Vervangt vanaf 22 januari 1963 de overleden André Ledoux. |
| Louis Chardome                | BSP-PSB   | Rechtstreeks gekozen senator | Aarlen-Marche-Bastenaken-Neufchâteau-Virton | -               | |
| Charles Héger                 | CVP-PSC   | Rechtstreeks gekozen senator | Namen-Dinant-Philippeville                  | -               | |
| Harold d'Aspremont Lynden     | CVP-PSC   | Rechtstreeks gekozen senator | Namen-Dinant-Philippeville                  | -               | |
| Arthur Lacroix                | BSP-PSB   | Rechtstreeks gekozen senator | Namen-Dinant-Philippeville                  | -               | Secretaris vanaf 18 december 1962. |
| Félix Cuvellier               | BSP-PSB   | Rechtstreeks gekozen senator | Namen-Dinant-Philippeville                  | -               | |
| Louis Féron                   | BSP-PSB   | Rechtstreeks gekozen senator | Namen-Dinant-Philippeville                  | -               | |
| Victor Leemans                | CVP-PSC   | Provinciaal senator          | -                                           | Antwerpen       | Vanaf 17 november 1964 voorzitter van de CVP-PSC-fractie. |
| Cyrille Neefs                 | CVP-PSC   | Provinciaal senator          | -                                           | Antwerpen       | |
| Henri Van Doninck             | CVP-PSC   | Provinciaal senator          | -                                           | Antwerpen       | |
| Eduard Dehandschutter         | CVP-PSC   | Provinciaal senator          | -                                           | Antwerpen       | |
| Achilles Reintjens            | BSP-PSB   | Provinciaal senator          | -                                           | Antwerpen       | |
| Jozef Magé                    | BSP-PSB   | Provinciaal senator          | -                                           | Antwerpen       | |
| Robert Houben                 | CVP-PSC   | Provinciaal senator          | -                                           | Brabant         | |
| Joseph Moreau de Melen        | LP        | Provinciaal senator          | -                                           | Brabant         | Vervangt vanaf 28 april 1964 de overleden Roger Motz. |
| Pierre De Smet                | CVP-PSC   | Provinciaal senator          | -                                           | Brabant         | Voorzitter van de commissie Financiën. |
| Pierre Warnant                | LP        | Provinciaal senator          | -                                           | Brabant         | Ondervoorzitter. |
| Jean Debucquoy                | CVP-PSC   | Provinciaal senator          | -                                           | Brabant         | |
| Charles Willems               | BSP-PSB   | Provinciaal senator          | -                                           | Brabant         | |
| Vital Henskens                | BSP-PSB   | Provinciaal senator          | -                                           | Brabant         | Vervangt vanaf 2 oktober 1962 de overleden Jozef Gilis. |
| Alfred Scokaert               | BSP-PSB   | Provinciaal senator          | -                                           | Brabant         | |
| Hendrik Steps                 | BSP-PSB   | Provinciaal senator          | -                                           | Brabant         | |
| Omaar Carpels                 | BSP-PSB   | Provinciaal senator          | -                                           | West-Vlaanderen | Vervangt vanaf 24 mei 1962 de overleden Dieudonné Martens. |
| Jacques Van Buggenhout        | CVP-PSC   | Provinciaal senator          | -                                           | West-Vlaanderen | Quaestor. |
| Gerard Vandenberghe           | CVP-PSC   | Provinciaal senator          | -                                           | West-Vlaanderen | |
| Marcel Vandenbussche          | CVP-PSC   | Provinciaal senator          | -                                           | West-Vlaanderen | |
| Hilaire Lahaye                | LP        | Provinciaal senator          | -                                           | West-Vlaanderen | |
| Maurice Orban                 | CVP-PSC   | Provinciaal senator          | -                                           | Oost-Vlaanderen | |
| Adhémar d'Alcantara           | CVP-PSC   | Provinciaal senator          | -                                           | Oost-Vlaanderen | Vervangt vanaf 12 november 1964 de overleden Léonce Lagae. |
| Octave Van den Storme         | CVP-PSC   | Provinciaal senator          | -                                           | Oost-Vlaanderen | Voorzitter van de commissie Openbare Werken. |
| Gilbert Pede                  | CVP-PSC   | Provinciaal senator          | -                                           | Oost-Vlaanderen | |
| Bernard Van Hoeylandt         | BSP-PSB   | Provinciaal senator          | -                                           | Oost-Vlaanderen | |
| Julien Versieren              | BSP-PSB   | Provinciaal senator          | -                                           | Oost-Vlaanderen | |
| Louis Desmet                  | BSP-PSB   | Provinciaal senator          | -                                           | Henegouwen      | Secretaris. |
| Jean Dulac                    | BSP-PSB   | Provinciaal senator          | -                                           | Henegouwen      | Vervangt vanaf 22 januari 1963 Simon Flamme, die rechtstreeks gekozen senator wordt. |
| Gilbert Lemal                 | BSP-PSB   | Provinciaal senator          | -                                           | Henegouwen      | Vervangt vanaf 9 oktober 1962 de overleden Ulysse Hanotte. |
| Jacques Ligot                 | BSP-PSB   | Provinciaal senator          | -                                           | Henegouwen      | |
| Yves Urbain                   | CVP-PSC   | Provinciaal senator          | -                                           | Henegouwen      | Vervangt vanaf 12 november 1963 René de Dorlodot, die om gezondheidsredenen ontslag neemt.                                                                                                   |
| Jacques Hambye                | CVP-PSC   | Provinciaal senator          | -                                           | Henegouwen      | |
| José Nihoul                   | CVP-PSC   | Provinciaal senator          | -                                           | Luik            | |
| Georges Beauduin              | CVP-PSC   | Provinciaal senator          | -                                           | Luik            | Vervangt vanaf 10 november 1961 de overleden Paul Heine. |
| Hubert Leruse                 | BSP-PSB   | Provinciaal senator          | -                                           | Luik            | |
| Hubert Beulers                | BSP-PSB   | Provinciaal senator          | -                                           | Luik            | |
| Henri Pontus                  | BSP-PSB   | Provinciaal senator          | -                                           | Luik            | |
| Hubert Leynen                 | CVP-PSC   | Provinciaal senator          | -                                           | Limburg         | Vanaf 10 november 1964 voorzitter van de commissie Nationale Opvoeding. |
| Joseph Custers                | CVP-PSC   | Provinciaal senator          | -                                           | Limburg         | |
| Alfred Slegten                | CVP-PSC   | Provinciaal senator          | -                                           | Limburg         | |
| Ernest Adam                   | CVP-PSC   | Provinciaal senator          | -                                           | Luxemburg       | Vanaf 13 november 1962 voorzitter van de commissie Landbouw. |
| Arsène Uselding               | CVP-PSC   | Provinciaal senator          | -                                           | Luxemburg       | |
| Simon Poncin                  | BSP-PSB   | Provinciaal senator          | -                                           | Luxemburg       | |
| Hilaire Bertinchamps          | CVP-PSC   | Provinciaal senator          | -                                           | Namen           | |
| Michel Toussaint              | LP        | Provinciaal senator          | -                                           | Namen           | Vervangt vanaf 19 februari 1963 Jean Materne, die om gezondheidsredenen ontslag neemt. |
| Albert Benoit                 | BSP-PSB   | Provinciaal senator          | -                                           | Namen           | |
| Fernand Dehousse              | BSP-PSB   | Gecoöpteerd senator          | -                                           | -               | Vanaf 21 februari 1963 voorzitter van de commissie Culturele Zaken. |
| Marcel Busieau                | BSP-PSB   | Gecoöpteerd senator          | -                                           | -               | |
| Adolf Molter                  | BSP-PSB   | Gecoöpteerd senator          | -                                           | -               | Voorzitter van de commissie Buitenlandse Handel en Technische Bijstand. |
| Henri Rolin                   | BSP-PSB   | Gecoöpteerd senator          | -                                           | -               | Voorzitter van de BSP-PSB-fractie en voorzitter van de commissie Justitie. |
| Elie Van Bogaert              | BSP-PSB   | Gecoöpteerd senator          | -                                           | -               | |
| Henri Deruelles               | BSP-PSB   | Gecoöpteerd senator          | -                                           | -               | |
| Odilon Knops                  | BSP-PSB   | Gecoöpteerd senator          | -                                           | -               | |
| Jean Chot                     | BSP-PSB   | Gecoöpteerd senator          | -                                           | -               | |
| August De Block               | BSP-PSB   | Gecoöpteerd senator          | -                                           | -               | Voorzitter van de commissie Economische Zaken en Energie. |
| Henri Janne                   | BSP-PSB   | Gecoöpteerd senator          | -                                           | -               | |
| Paul-Willem Segers            | CVP-PSC   | Gecoöpteerd senator          | -                                           | -               | |
| Jean Van Houtte               | CVP-PSC   | Gecoöpteerd senator          | -                                           | -               | |
| Robert Vandekerckhove         | CVP-PSC   | Gecoöpteerd senator          | -                                           | -               | |
| Gerard Gustaaf Philips        | CVP-PSC   | Gecoöpteerd senator          | -                                           | -               | |
| Jeanne Driessen               | CVP-PSC   | Gecoöpteerd senator          | -                                           | -               | |
| Lucien Martens                | CVP-PSC   | Gecoöpteerd senator          | -                                           | -               | Vervangt vanaf 9 oktober 1962 de overleden Gilbert Mullie. Mullie was tot aan zijn dood op 24 augustus 1962 voorzitter van de commissie Landbouw.                                            |
| Etienne de la Vallée Poussin  | CVP-PSC   | Gecoöpteerd senator          | -                                           | -               | |
| Albert-Edouard Janssen        | CVP-PSC   | Gecoöpteerd senator          | -                                           | -               | |
| Léon Servais                  | CVP-PSC   | Gecoöpteerd senator          | -                                           | -               | |
| Paul de Stexhe                | CVP-PSC   | Gecoöpteerd senator          | -                                           | -               | |
| Gabriël Vandeputte            | CVP-PSC   | Gecoöpteerd senator          | -                                           | -               | |
| Raoul Vreven                  | LP        | Gecoöpteerd senator          | -                                           | -               | |
| Germain Gilson                | LP        | Gecoöpteerd senator          | -                                           | -               | |
| Albert van België             | -         | Senator van rechtswege       | -                                           | -               | |